# Leagrave
Koordinaten: 51° 54′ N, 0° 28′ W
Leagrave ist ein Vorort von Luton in Bedfordshire, England, ganz in der Nähe vom Motorway M1 und dem Flughafen London-Luton.

Von 1910 bis 1920 war es Sitz des Flugzeugherstellers Hewlett & Blondeau, nach dessen Konkurs wurde das Gelände von Electrolux übernommen, die Stand November 2022 dort noch immer eine Niederlassung unterhält, die Maschinen und Lagerbestände gingen an Vauxhall Motors, Hayward Tyler und andere Lutoner Firmen.

## Bahnhof
Der Bahnhof Leagrave wird von Thameslink-Zügen bedient und befindet sich an der Midland Main Line 33 ¾ Meilen (54 km) nördlich vom Londoner Bahnhof St Pancras.
Die Station wurde 1868 von der Midland Railway bei der Verlängerung nach St. Pancras gebaut. Das alte Midland-Bahnhofsgebäude existiert noch und wurde in den 1980er Jahren restauriert.

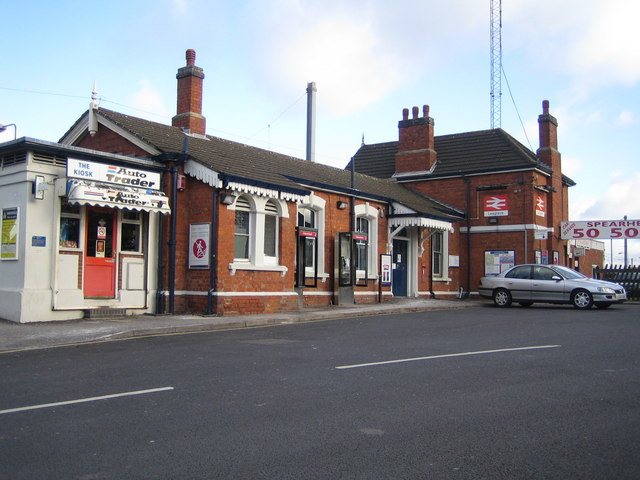
Bahnhofsgebäude
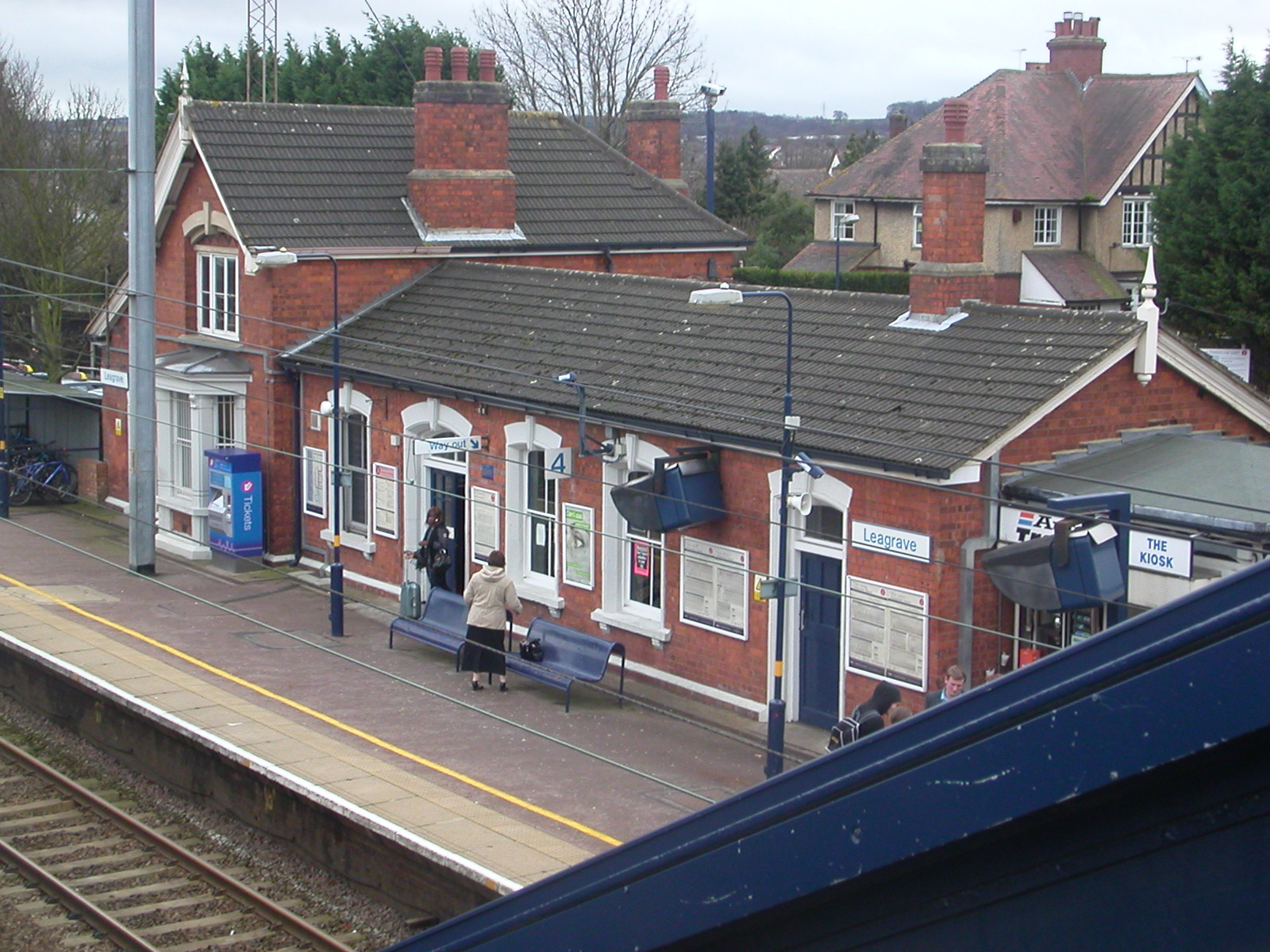
Bahnsteig 4 des Bahnhofs
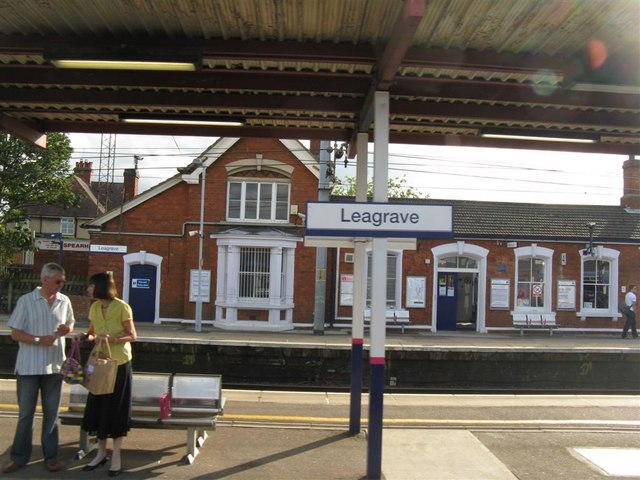
Bahnsteig